# Tu Bishvat
Tu Bishvat o Tu Bi'Shevat (Hebreo: ט"ו בשבט). Ésta es una fiesta menor en el calendario hebreo. El nombre Tu Bishvat viene a partir de la fecha del día de fiesta, el décimo quinto día de Shevat (שבט). Shevat es el nombre del mes del calendario hebreo y las letras ט y ו, leído como “Tu” es el número 15 representado con la numeración hebrea. El 15 de Shevat (mes equivalente a enero o febrero), en Israel comienzan a asomarse los primeros brotes de vegetación. En consecuencia, se salía a plantar árboles. Por eso, esta es una fiesta de la naturaleza. Se comen frutos y en el Estado de Israel salen grupos de alumnos a festejar al aire libre y plantar árboles. Es uno de los cuatro Rosh Hashanot (Años Nuevos) mencionados en el Mishná, la base del Talmud. La Torá enseña que la naturaleza debe ser respetada, aún en tiempos de guerra. No deben ser destruidos los árboles ni los bosques. En distintos círculos tradicionales, se reúnen el 15 de Shevat y se realiza un acto en el que se leen pasajes bíblicos relacionados con los árboles y la naturaleza. Se recitan bendiciones especiales y se comen frutos de diversos árboles. Los judíos jaredíes llaman el día por su nombre completo original, Jamishah Asar BeShevat (חמישה עשר בשבט) - El decimoquinto de Shevat.

### ¿Por qué el 15 de Shvat?
Esta época del año marca el punto medio del invierno cuando la fuerza del frío disminuye, la mayoría de las lluvias del año ya cayeron y la savia de los árboles comienza a subir. Por ello se celebre el año nuevo de los árboles justo en esa fecha.

### El porqué de Tu Bishvat
La Torá compara al hombre con un árbol, y al Tzadik (hombre justo y santo) con una floreciente palmera datilera. En una interesante afirmación del Talmud, nuestros Sabios declaran que el Tzadik vive para la eternidad, ..."tal como su semilla está viva, así también él está vivo". ("Semilla" es utilizada en este caso, como concepto de descendencia, hijos, discípulos).
Al elegir la palabra "semilla" para esta comparación, los Sabios nos transmiten las ideas e imágenes que surgen por sí mismas. Una de las ideas es el maravilloso proceso de crecimiento que transforma a una pequeña semilla en un múltiple agente reproductor de su especie, sea una espiga de granos, o en un árbol frutal.
Educar a un niño es como sembrar una semilla. Debemos nutrir "potenciales árboles frutales", que darán origen a generaciones de su misma especie. Es por ese motivo que debemos dedicar mucho tiempo y esfuerzo, para asegurarnos que "la semilla reciba la nutrición necesaria ", es decir "que nuestros hijos reciban una enseñanza pura, correcta y completa de Torá".
Otro pensamiento que el Talmud nos relata, utilizando la palabra "semilla", es acerca del cuidado que una joven planta requiere en el proceso de crecimiento, y en cómo el efecto de un poco de cuidado extra a una temprana edad, se multiplica en el producto final.
Por otra parte, si se práctica una incisión en un árbol maduro, el corte no se esparce y el daño queda confinado al lugar donde se practicó el mismo, pero si se hace un pequeño corte en una semilla antes de ser plantada, ésta podría no prosperar en su crecimiento, o bien todo el árbol podría deformarse como resultado de la incisión.
Familiarmente, si un hombre adulto debiera , bajo ciertas circunstancias, omitir el cumplimiento de alguna Mitzvá (precepto) -Di-s no lo permita-, podría suceder que el entrenamiento y el hábito arraigados desde temprana edad, eventualmente prevalecieran y volviera a un cumplimiento completo de las Mitzvot. Como contrapunto de esto, si nuestra juventud crece solamente con el aporte de la cultura que cotidianamente nos circunda, se verá carenciada del cálido entusiasmo por una vida llevada a cabo de acuerdo a la Torá, "el árbol podría deformarse" debido a la marca efectuada en la "semilla".
No podemos dejar que esto suceda, nuestro objetivo debe basarse en que "el semillero" esté siempre lleno de "buenas semillas" que den paso a fuertes y nobles árboles, en una renovación constante, de acuerdo al cumplimiento de los sagrados preceptos de la Torá.

## Seder de Tu Bishvat
Es un buen uso realizar la Mitzvá del Seder en la noche de Tu Bishvat, tal como se transmite de acuerdo con los criterios de la Cabalá de Safed, que fue el centro histórico de los Cabalistas más conocidos (Mekubalim) después de la diáspora de España.
El Seder Tu BiShvat debe incluir al menos la degustación de algo más de 26 frutas alternadas con 4 copas de vino, incluido el primero todo de vino blanco, el segundo con blanco y un poco de vino tinto, el tercero con más tinto y un poco de blanco y finalmente el cuarto solo con vino tinto: esto indica la alternancia de las estaciones, comenzando con el invierno y luego con la "madurez" de la primavera.
Casi todas las frutas están acompañadas de escritos de la Torá que recuerdan su simbolismo ontológico. Además, 26 es el valor numérico del divino Tetragrammaton, o el sublime Nombre de Dios. Debe recordarse que también es muy conveniente degustar las principales 7 especies de frutas con las que Eretz Israel fue bendecida misericordiosamente: trigo, cebada (cereales en general), uvas, higos, aceitunas, dátiles, granadas...
Por esta razón y otras, la fiesta de Tu Bishvat también se define como Rosh haShana Lailanot, o "Año Nuevo de los árboles".